# Rubtsovsk
Rubtsovsk (tiếng Nga: Рубцовск) là một thành phố Nga. Thành phố này thuộc chủ thể Vùng Altai. Thành phố có dân số 163.063 người (theo điều tra dân số năm 2002. Đây là thành phố lớn thứ 105 của Nga theo dân số năm 2002.